# 50 m stylem dowolnym
50 m stylem dowolnym - konkurencja sportowa w jednym z oficjalnych stylów pływackich według reguł FINA. Reguły te nie precyzują dokładnie stylu, mówią jedynie o kilku zasadach obowiązujących podczas rozgrywania wyścigów tym stylem. W stylu dowolnym zawodnicy najczęściej płyną kraulem, ponieważ w warunkach w jakich zazwyczaj rozgrywane są zawody (basen) jest to najszybszy styl. Zawody rozgrywane są zarówno na pływalni 25 m (tzw. krótkim basenie), jak i na basenie 50 m. Jest to najkrótszy dystans 
w konkurencji stylu dowolnego. Pozostałe dystanse to 100 m, 200 m, 400 m, 800 m i 1500 m.  

## Mistrzostwa Polski
Obecny mistrz Polski:
- Paweł Juraszek (2022)[1]

Obecna mistrzyni Polski:
- Anna Dowgiert (2022)[2]

## Mistrzostwa świata(basen 50 m)
Obecny mistrz świata:
- Benjamin Proud (2022)

Obecna mistrzyni świata:
- Sarah Sjöström (2022)

## Mistrzostwa świata(basen 25 m)
Obecny mistrz świata:
- Jordan Crooks (2022)

Obecna mistrzyni świata:
- Emma McKeon (2022)

## Mistrzostwa Europy
Obecny mistrz Europy:
- Benjamin Proud (2022)

Obecna mistrzyni Europy:
- Sarah Sjöström (2022)

## Letnie igrzyska olimpijskie
Obecny mistrz olimpijski:
- Caeleb Dressel (2021)

Obecna mistrzyni olimpijska:
- Emma McKeon (2021)

## Rekordy Polski, Europy i świata (basen 50 m)
|           | Imię i nazwisko    | Czas    | Miejsce ustanowienia  | Data             |         |         |
| Kobiety   | Kobiety            | Kobiety | Kobiety               | Kobiety          | Kobiety | Kobiety |
| --------- | ------------------ | ------- | --------------------- | ---------------- | ------- | ------- |
| WR        | Sarah Sjöström     | 23,61   | Fukuoka (Japonia)     | 29 lipca 2023    |         |         |
| ER        | Sarah Sjöström     | 23,61   | Fukuoka (Japonia)     | 29 lipca 2023    |         |         |
| RP        | Katarzyna Wasick   | 24,11   | Budapeszt (Węgry)     | 24 czerwca 2022  |         |         |
| Mężczyźni |                    |         |                       |                  |         |         |
| WR        | César Cielo        | 20,91   | São Paulo (Brazylia)  | 18 grudnia 2009  |         |         |
| ER        | Frédérick Bousquet | 20,94   | Montpellier (Francja) | 26 kwietnia 2009 |         |         |
| RP        | Paweł Juraszek     | 21,47   | Budapeszt (Węgry)     | 29 lipca 2017    |         |         |

## Rekordy Polski, Europy i świata (basen 25 m)
|           | Imię i nazwisko     | Czas    | Miejsce ustanowienia | Data              |         |         |
| Kobiety   | Kobiety             | Kobiety | Kobiety              | Kobiety           | Kobiety | Kobiety |
| --------- | ------------------- | ------- | -------------------- | ----------------- | ------- | ------- |
| WR        | Ranomi Kromowidjojo | 22,93   | Berlin (Niemcy)      | 7 sierpnia 2017   |         |         |
| ER        | Ranomi Kromowidjojo | 22,93   | Berlin (Niemcy)      | 7 sierpnia 2017   |         |         |
| RP        | Katarzyna Wasick    | 23,30   | Budapeszt (Węgry)    | 1 listopada 2020  |         |         |
| Mężczyźni |                     |         |                      |                   |         |         |
| WR        | Caeleb Dressel      | 20,16   | Budapeszt (Węgry)    | 21 listopada 2020 |         |         |
| ER        | Benjamin Proud      | 20,18   | Otopeni (Rumunia)    | 7 grudnia 2023    |         |         |
| RP        | Konrad Czerniak     | 20,79   | Lublin (Polska)      | 17 grudnia 2015   |         |         |